# Gustav Jungbauer
Gustav Jungbauer (17. července 1886, Horní Planá – 23. října 1942, Praha) byl sudetoněmecký etnograf, profesor na Univerzitě Karlově v Praze a spoluzakladatel Šumavského muzea v Horní Plané.

## Životopis
Jungbauer se narodil ve vorderhammerském mlýně u Horní Plané, navštěvoval gymnázium v Českém Krumlově, kde byl žákem Josefa Johanna Ammana, šumavského vlastivědného pracovníka. Poté studoval germanistiku na Filozofické fakultě Německé univerzity v Praze u Augusta Sauera a Adolfa Hauffena. Studium ukončil doktorátem. Mezi léty 1910–1914 vyučoval na vyšší státní živnostenské škole v Liberci.
Během první světové války bojoval v rakousko-uherské armádě u 91. pěšího pluku. V roce 1915 padl do ruského zajetí. Podařilo se mu utéct ze zajateckého tábora v Taškentu v Uzbekistánu a převážně pěšky přes Turecko a Balkán se dostal do Záhřebu a odtud se vráti zpátky do Čech. Do Ruska se vrátil v letech 1919–1921, kdy se jako zástupce Československého červeného kříže pokoušel o navrácení válečných zajatců.
V roce 1923 nastoupil jako soukromý docent na (německou) Univerzitu Karlovu, kde se stal nástupcem Adolfa Hauffena a pokračoval v sepisování Bibliografie německého národopisu v Čechách. V roce 1933 byl jmenován mimořádným a v roce 1937 řádným profesorem. Byl členem mnoha národopisných společností a spolků.
V Horní Plané spoluzaložil s Hansem Schreiberem z Volar v roce 1923 Šumavské muzeum, které bylo vybudováno z darů a pozůstalostí. Předsedou Muzejního spolku zůstal od jeho založení až do své smrti. Mezi léty 1928–1938 byl vydavatelem Sudetendeutsche Zeitschrift für Volkskunde a šéfredaktorem Beiträge zur Sudetendeutschen Volkskunde. Po obsazení naší republiky Třetí říší bylo vysoké školství podřízeno nacistickému ideologickému vlivu a to i v etnografii. Vystupování profesora Gustava Jungbauera v této době je hodnoceno Petrem Lozoviukem jako umírněné a bezprostředně nezatížené.
Zemřel na rakovinu jícnu 23. října 1942. Na hřbitově v Horní Plané, kde byl pohřben, jej připomíná pamětní deska.V roce 2009 byl v Horní Plané založen Jungbauerův vlastivědný šumavský spolek.

## Dílo (výběr)
- Böhmerwald-Märchen. Passau: M. Waldbauer, 1923. 85 stran. Böhmerwaeldler Volksbücher; Heft 4.
- Böhmerwald-Sagen. Jena: Eugen Diederichs, 1924. 272 s. Deutscher Sagenschatz.
- Deutsche und Kirgische Hochzeitsbräuche. Berlin: Walter de Gruyter und co., 1934. strany 76-82.
- Deutsche Sagen aus der Čechoslovakischen Republik. Prag: Staatliche Verlagsanstalt, 1934 - 1935. 2 sv.
- Aus der Kinderzeit: Deutsche Märchen. Karlsbad: Adam Kraft, 1936. 124 s., obr. Sudetendeutsche Bücherei, Volkskundliche Reihe; Nr. 2.